# Michelangelo Bonadies
Michelangelo Bonadies, nato Antonino Giuseppe Bonadies (Sambuca di Sicilia, 27 ottobre 1603 – Catania, 27 agosto 1686), è stato un francescano, vescovo cattolico e scrittore italiano.

## Biografia
Entrò a far parte dell'Ordine francescano ed esattamente nei Frati minori riformati e prese il nome di Michelangelo. Più volte ministro provinciale, segretario e definitore generale, l'8 giugno 1658 venne eletto ministro generale dei Frati minori osservanti, ufficio che resse fino al 1664. Il 12 maggio 1665 venne eletto vescovo di Catania, e in questo ruolo sostenne la crescita dei nuovi borghi della Contea di Mascali, concedendo terreni in enfiteusi e si batté affinché la contea restasse sotto il diretto controllo della mensa vescovile catanese.
Pare che l'Abbatazzu, maschera storica del Carnevale di Acireale, sia ispirata a lui.

## Opere
- Ristretto di quanto la Maestà Divina si è compiaciuta di operare in una Imagine del Patriarca Santo Ignazio Loyola, Fondatore della Compagnia di Giesù nella città di Ragalbuto. Palermo, Bua e Camagna, 1668[1].

## Genealogia episcopale
La genealogia episcopale è:
- Cardinale Guillaume d'Estouteville, O.S.B.Clun.
- Papa Sisto IV
- Papa Giulio II
- Cardinale Raffaele Riario
- Papa Leone X
- Papa Paolo III
- Cardinale Francesco Pisani
- Cardinale Alfonso Gesualdo
- Papa Clemente VIII
- Cardinale Pietro Aldobrandini
- Cardinale Laudivio Zacchia
- Cardinale Antonio Barberini, O.F.M.Cap.
- Cardinale Girolamo Colonna
- Cardinale Francesco Barberini
- Vescovo Michelangelo Bonadies, O.F.M.Obs.